# Chaperiopsis propinqua
Chaperiopsis propinqua är en mossdjursart som beskrevs av Hayward och Thorpe 1988. Chaperiopsis propinqua ingår i släktet Chaperiopsis och familjen Chaperiidae. Inga underarter finns listade i Catalogue of Life.